# Dunc McCallum Memorial Trophy
Dunc McCallum Memorial Trophy je hokejová trofej udělovaná každoročně nejlepšímu trenérovi juniorské ligy Western Hockey League. Trofej je pojmenována po bývalém trenérovi WHL Duncu McCallumovi.

## Držitelé Dunc McCallum Memorial Trophy
- Trenéři na barevném pozadí vyhráli také Brian Kilrea Coach of the Year Award.

| Sezóna  | Jméno                 | Tým                    |
| ------- | --------------------- | ---------------------- |
| 2013/14 | Dave Lowry            | Victoria Royals        |
| 2012/13 | Ryan McGill           | Kootenay Ice           |
| 2011/12 | Jim Hiller            | Tri-City Americans     |
| 2010/11 | Don Nachbaur          | Spokane Chiefs         |
| 2009–10 | Mark Holick           | Kootenay Ice           |
| 2008–09 | Don Hay               | Vancouver Giants       |
| 2007–08 | Don Nachbaur          | Tri-City Americans     |
| 2006–07 | Cory Clouston         | Kootenay Ice           |
| 2005–06 | Will Desjardins       | Medicine Hat Tigers    |
| 2004–05 | Cory Clouston         | Kootenay Ice           |
| 2003–04 | Kevin Constantine     | Everett Silvertips     |
| 2002–03 | Marc Habscheid        | Kelowna Rockets        |
| 2001–02 | Bob Lowes             | Regina Pats            |
| 2000–01 | Brent Sutter          | Red Deer Rebels        |
| 1999–00 | Todd McLellan         | Swift Current Broncos  |
| 1998–99 | Don Hay               | Tri-City Americans     |
| 1997–98 | Dean Clark            | Calgary Hitmen         |
| 1996–97 | Brent Peterson        | Portland Winter Hawks  |
| 1995–96 | Bob Lowes             | Brandon Wheat Kings    |
| 1994–95 | Don Nachbaur          | Seattle Thunderbirds   |
| 1993–94 | Lorne Molleken        | Saskatoon Blades       |
| 1992–93 | Marcel Comeau         | Tacoma Rockets         |
| 1991–92 | Bryan Maxwell         | Spokane Chiefs         |
| 1990–91 | Tom Renney            | Kamloops Blazers       |
| 1989–90 | Ken Hitchcock         | Kamloops Blazers       |
| 1988–89 | Ron Kennedy           | Medicine Hat Tigers    |
| 1987–88 | Marcel Comeau         | Saskatoon Blades       |
| 1986–87 | (Západ) Ken Hitchcock | Kamloops Blazers       |
|         | (Východ) Graham James | Swift Current Broncos  |
| 1985–86 | Terry Simpson         | Prince Albert Raiders  |
| 1984–85 | Doug Sauter           | Medicine Hat Tigers    |
| 1983–84 | Terry Simpson         | Prince Albert Raiders  |
| 1982–83 | Daryl Lubiniecki      | Saskatoon Blades       |
| 1981–82 | Jack Sangster         | Seattle Thunderbirds   |
| 1980–81 | Ken Hodge             | Portland Winter Hawks  |
| 1979–80 | Doug Sauter           | Calgary Wranglers      |
| 1978–79 | Dunc McCallum         | Brandon Wheat Kings    |
| 1977–78 | (společně) Dave King  | Billings Bighorns      |
|         | (společně) Jack Shupe | Victoria Cougars       |
| 1976–77 | Dunc McCallum         | Brandon Wheat Kings    |
| 1975–76 | Ernie McLean          | New Westminster Bruins |
| 1974–75 | Pat Ginnell           | Victoria Cougars       |
| 1973–74 | Stan Dunn             | Swift Current Broncos  |
| 1972–73 | Pat Ginnell           | Flin Flon Bombers      |
| 1971–72 | Earl Ingarfield, Sr.  | Regina Pats            |
| 1970–71 | Pat Ginnell           | Flin Flon Bombers      |
| 1969–70 | Pat Ginnell           | Flin Flon Bombers      |
| 1968–69 | Scotty Munro          | Calgary Buffaloes      |